# Dallas Tornadoes
I Dallas Tornadoes furono una società pallavolistica maschile statunitense, con sede a Dallas (Texas): militavano in NVA.

## Storia
I Dallas Tornadoes vengono fondati nel 2021, come franchigia di nuova espansione della NVA. Dopo due annate nella lega, nel 2023 cessano le proprie attività.